# 2015年華盛頓州野火
2015年華盛頓州野火，是指自2015年6月28日起迄今在美國華盛頓州所發生的多起森林火災。截至2015年8月21日，已有多達3000名消防隊員被部署投入救火工作中；而火災已燒毀了超過600,000英畝（2,400平方）的林地。
8月21日，總統贝拉克·奥巴马宣佈因此次火災，華盛頓州進入緊急狀態；且因為此次火災的嚴重程度，官員也要求當地居民自願協助救火，這也是該州歷史上的首次。而8月24日的奧卡諾根縣火災，也成為州史上規模最大的森林火災。
根據在博伊西的國家林火協調中心所提供的資訊，至8月25日，全美國有11州，共66起大型的森林火災仍在持續中，合計已燒毀超過160萬英畝的林地，包括華盛頓州、爱达荷州、俄勒冈州、蒙大拿州和加利福尼亞州等美國西部乾旱區的29,000名消防員正與大火搏鬥 ；在華盛頓州的12起大型森林火災，最終導致709,246英畝（2,870.22平方）的林地被燒毀，但已無新的火災發生。
8月25日，駐紮在路易斯–麥克喬德聯合基地，美國陸軍第17野戰砲兵旅的2000名軍人，已被部署加入救火；而在華盛頓州，已有4,000名應募的志願者投入協助工作。